# Gallaratese
El barrio Gallaratese de Milán comprende uno de los mayores complejos habitacionales de Italia. Ha sido construido sobre una zona agrícola surcada por el río Olona entre los años 1960 y 1980. Forma parte de la Zona 8 y se sitúa a algo más de 7 km al noroeste de la Catedral de Milán. Comprende todo el amplio territorio entre la comuna de Pero al norte, la vía Gallarate al este, Trenno al oeste y Lampugnano al sur. Se subdivide en dos partes construidas en diferentes épocas: la primera mitad se encuentra en la zona de la vía Cechov, y la segunda, encerrada por las vías Cilea y Appennini, se conoce como Quartiere San Leonardo. Están unidas por el centro comercial Bonola, punto neurálgico del barrio con numerosos servicios públicos y actividades comerciales.
Este barrio es conocido a nivel internacional por el complejo habitacional Monte Amiata, diseñado por el urbanista Carlo Aymonino.

## Enlaces externos

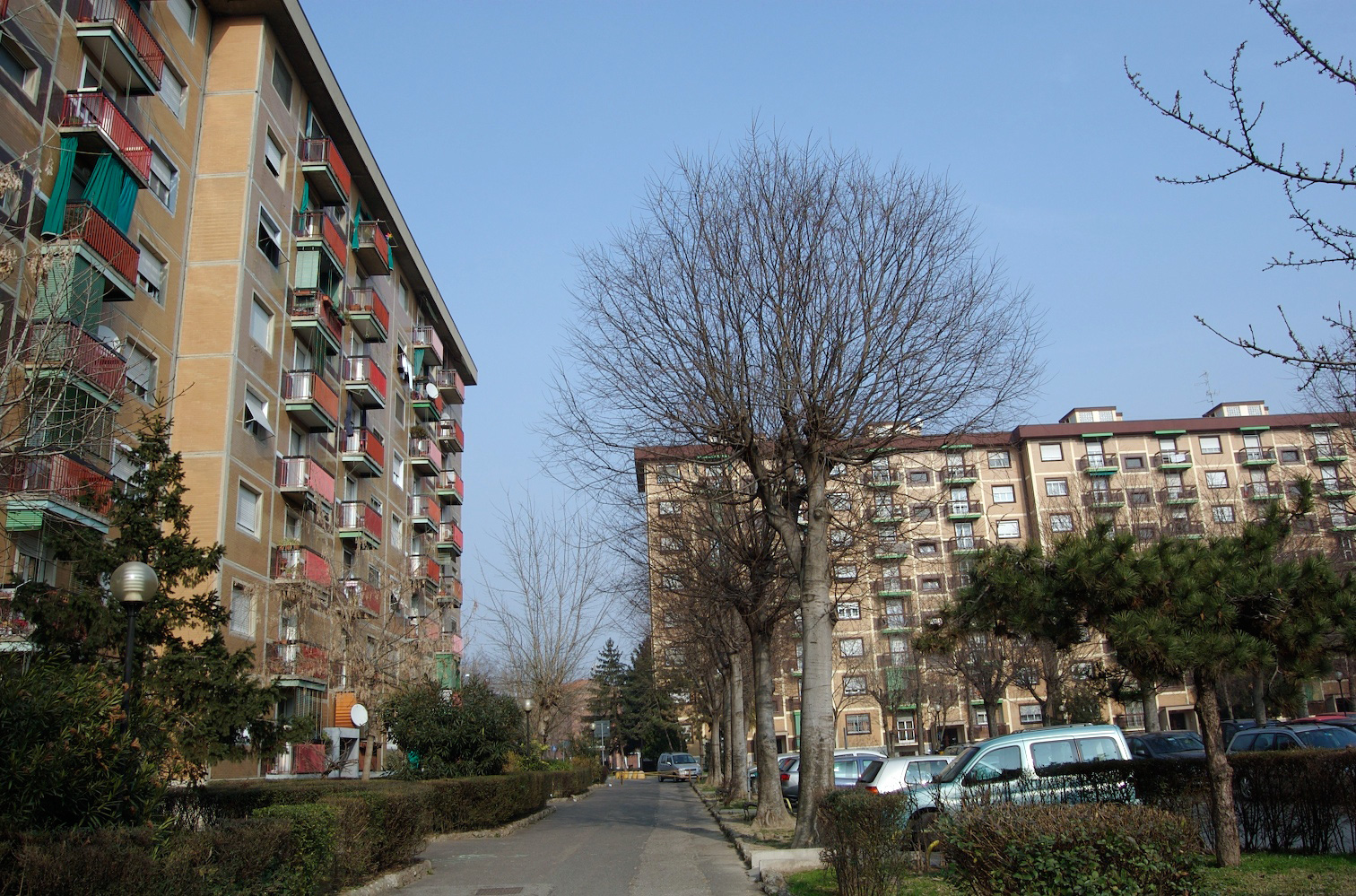
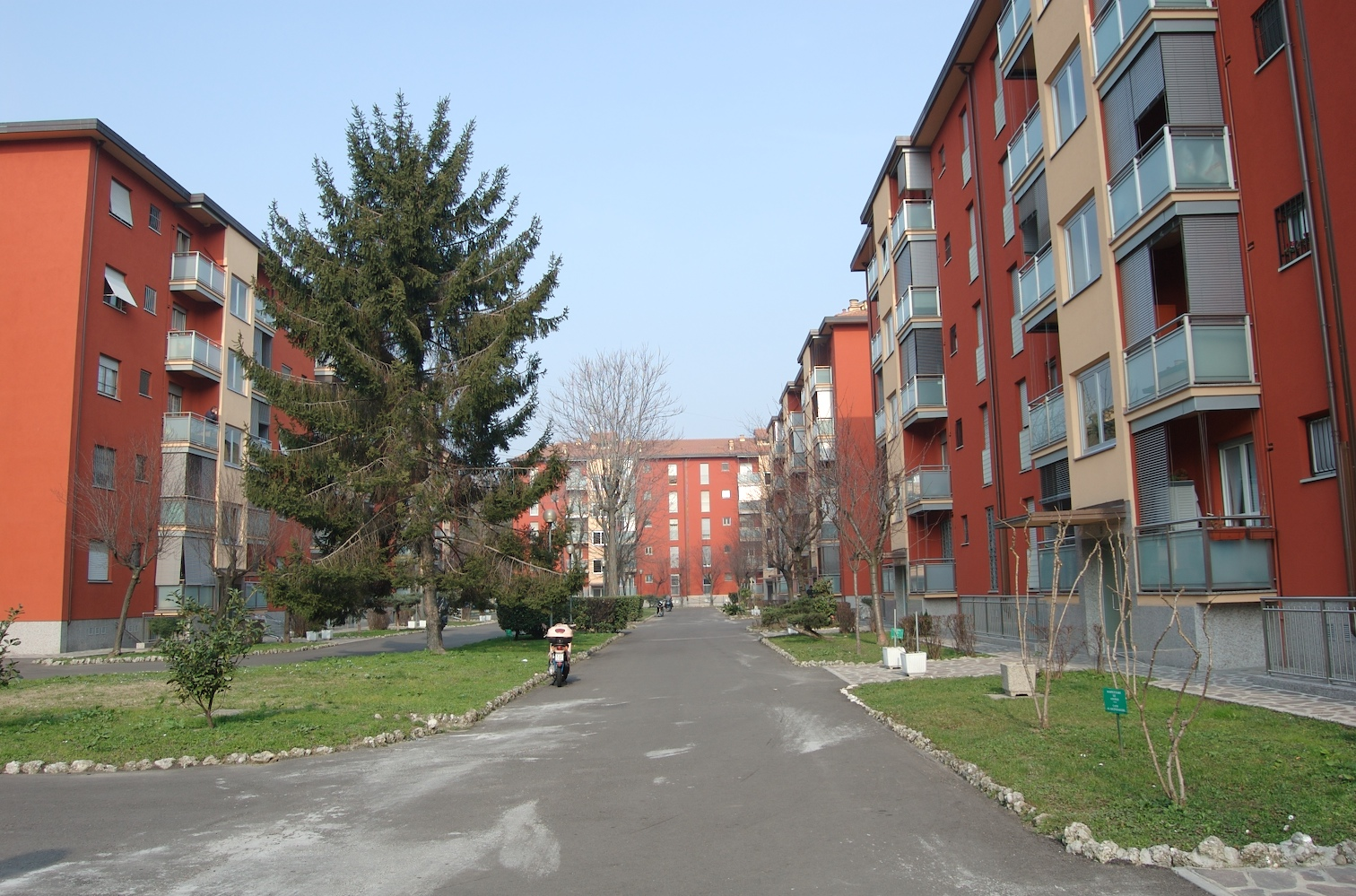